# Hans D'Hondt
Hans D'Hondt (Aalst, 13 oktober 1958) is een Belgisch topambtenaar en voormalig CVP en CD&V-kabinetsmedewerker. Sinds 2010 is hij voorzitter van het directiecomité van de Federale Overheidsdienst Financiën.

## Levensloop
Hans D'Hondt studeerde rechten aan de Katholieke Universiteit Leuven (1981). Vervolgens werkte hij enkele maanden als advocaat aan de balie van Dendermonde. Van 1982 tot 1983 werkte hij op de studiedienst van het ministerie van Tewerkstelling en Arbeid en van 1983 tot 1985 voor de prijzendienst van het ministerie van Economische Zaken.
Vervolgens was hij van 1985 tot 1988 kabinetsadviseur van minister van Economische Zaken Philippe Maystadt (PSC) en regeringscommissaris bij de Controledienst voor de Verzekeringen, van 1988 tot 1989 adjunct-adviseur op het ministerie van Economische Zaken, van 1989 tot 1992 adviseur van vice-eersteminister en minister van Verkeerswezen en Institutionele Hervormingen Jean-Luc Dehaene (CVP), in 1992 adjunct-kabinetschef van minister van Economische Zaken Melchior Wathelet (PSC), van 1992 tot 1993 kabinetschef van minister van Landsverdediging Leo Delcroix (CVP) en van 1993 tot 1999 kabinetschef van vice-eersteminister van minister van Begroting Herman Van Rompuy (CVP).
D'Hondt was van 1999 tot 2002 directeur-generaal van het Bestuur Economische Informatie van het ministerie van Economische Zaken, van 2002 tot 2004 directeur-generaal van de Algemene Directie Statistiek en Economische Informatie van de Federale Overheidsdienst Economie, K.M.O., Middenstand en Energie, van 2004 tot 2007 kabinetschef van Vlaams minister-president en adviseur van federaal formateur Yves Leterme (CD&V), van 2007 tot 2008 directeur Algemeen Beleid van vice-eersteminister en minister van Begroting, Institutionele Hervormingen, Mobiliteit en de Noordzee Yves Leterme (CD&V) en van 2008 tot 2010 directeur Beleidscoördinatie van eerste ministers Leterme en Van Rompuy en voorzitter van het directiecomité van de Kanselarij van de Eerste Minister. Sinds 2010 is hij voorzitter van het directiecomité van de Federale Overheidsdienst Financiën. Eric Kirsch volgde hem als kabinetschef van Leterme op. In december 2023 ging hij met pensioen.
Hij is of was - al dan niet in zijn functie als voorzitter van het directiecomité van de Federale Overheidsdienst Financiën - tevens:
- lid van het Afwikkelingscollege van de Nationale Bank,
- beheerder van de Koninklijke Schenking,
- bestuurder van de Sint-Vincentiusschool in Aaigem,
- bestuurder van de Scholengroep Dirk Martens,
- voorzitter van het Beschermingsfonds voor Deposito's en Financiële Instrumenten
- bestuurder van CREDIBE,
- bestuurder van de Federale Participatie- en Investeringsmaatschappij,
- bestuurder van de Belgische Maatschappij voor Internationale Investering (BMI),
- bestuurder van de CD&V-afdeling van Erpe-Mere.

De BMI, waar D'Hondt van 2006 tot 2016 bestuurder was, dook in 2017 op in de gelekte Paradise Papers als medeaandeelhouder van een offshorevennootschap op de Britse Maagdeneilanden. Deze postbusconstructie ondersteunde een Belgisch havenproject in Vietnam.
In januari 2019 ontving D'Hondt de prijs van overheidsmanager van het jaar.
Hij maakt muziek en speelt in de rockband Supreme Court. Hij is een neef van CVP-politica Paula D'Hondt.